# Salvia willeana
Salvia willeana là một loài thực vật có hoa trong họ Hoa môi. Loài này được (Holmboe) Hedge miêu tả khoa học đầu tiên năm 1959.